# Papá se volvió loco
Papá se volvió loco es una película argentina-dominicana cómica de 2005 escrita y dirigida por Rodolfo Ledo y protagonizada por Guillermo Francella, Lucía Galán, Ingrid Grudke, Daniel Araoz y Yahaira Guzmán.

## Argumento
Juan Géntile (Guillermo Francella) se prepara para irse al Aeropuerto de Ezeiza, ya que va a pasar su segunda luna de miel junto a su esposa Ana (Lucía Galán) en Santo Domingo, República Dominicana. Justo antes de irse llega Don Pablo (Patricio Contreras), el director de la fábrica de zapatillas Orión. Don Pablo felicita a Juan por su trabajo y le entrega la medalla de San Onofre y la estampita de San Cristóbal y se dan un abrazo de despedida. Ya en el aeropuerto Juan y Ana se encuentran con la hermana de Ana, Camila (Ingrid Grudke) y su cuñado Mario (Daniel Aráoz), una pareja lleva poco tiempo de casados. Una vez que llegan al hotel, Juan se empieza a enamorar de una mujer morena llamada Dolores (Yahaira Guzmán), que vive en la ciudad y a quien conoce de casualidad, y decide conquistarla.
Una tarde Juan ve a Dolores dándoles clases de natación a unos niños, entonces aprovecha de que Ana y Camila están en el gimnasio y Marito "haciendo de las suyas", por lo que entra en la clase para hablar con ella. Sin embargo Juan se cae a una pileta donde no hay agua por accidente, y se lesiona el pie y las costillas y se lastima la frente y la nariz, sin poder moverse después. Luego de reponerse y durante un paseo de compras Juan ve a Dolores caminando con unos niños, pero antes de acercarse Juan se golpea contra el poste de un faro y después cae a un tacho de basura y empieza a imaginar que Ana esta en ese lugar juzgándolo; ya que Juan empezó a tener sentimientos por Dolores y la gente del lugar lo ve hablar solo. Tiempo después, una noche y durante un concierto en un bar, Juan atiende a la pista de baile y ve a Dolores, por lo que empieza a bailar como loco para enamorarla, cayendo del escenario y lesionándose el cuello. Al poco tiempo, mientras Ana y Camila van a la clase de gimnasia Juan ve a Dolores en un mini espectáculo de la playa y se saca el cuello ortopédico. Pasado esto Dolores empieza a hacer una fiestita infantil con los niños disfrazándose de pollito y Juan participa como el "Papá Pollito" para estar más cerca de conquistar a Dolores. Cuando termina esa fiesta aparecen Ana, Camila y Mario. Ana le pregunta a Juan que hacia disfrazado de pollito, pero después le pregunta que paso con su cuello ortopédico y este dice que se lo robaron (ya que el se lo quitó).
Ya en la habitación del hotel, Juan empieza a escuchar gritos de auxilio de Dolores; esta le pide que rescate a un gatito que se cayó de la cornisa donde estaba ella. Juan empieza a trepar por las cornisas hasta llegar donde esta el gato, que se va de la cornisa por sus propios medios y Dolores se lo agradece para toda la vida, pero este se queda atrapado sin poder hacer nada. Ya adentro del hotel, Ana llama a sus hijos, Cristian (Guido Miedvietzky) y Macarena (Guadalupe Garabato) y esta menciona que él estaba allí para salvar al gatito que cayó de la cornisa de donde estaba Dolores, Maquita le dice a su Papá que ella se moriría si a su papá le pasara algo. Juan le dice que no se preocupe y que lo que importa es bailar el baile de los 15 años de ella (aunque ella había querido gastar el dinero de la fiesta de los 15 en ir a Disney con sus amigos), lo cual Maquita considera cursi, pero acepta. Al día siguiente se van a comer un helado, pero Juan ve a Dolores en su momento, Ana, Camila y Mario le dicen los gustos a Juan de lo que ellos querían, pero cuando fue a comprar los helados, Juan se saca el anillo y lo mete en uno de los bolsillos de su pantalón y se va hablando con Dolores que estaba allí en su momento. Una vez en el hotel, Ana le dice a Juan que le preste su mano y esta menciona que le faltaba el anillo, entonces Juan dice de donde venían y Ana dice que venían de la heladería y entonces Juan se va a buscar el anillo en ese lugar, pero después sigue a un autobús donde estaba Dolores hasta llegar donde vive ella. Ya de nuevo en el hotel, Ana le dice si encontró el anillo, pero este dice que no lo encontró y que había hecho la denuncia a la policía (pero este se escapo del hotel para seguir a Dolores y es por eso que empezó a mentirle a Ana), después Juan se da cuenta de que tenía el anillo en uno de los bolsillos de su pantalón y le dice a Ana que la policía ya la encontró.
Juan está nuevamente con Ana, Camila y Mario, pero Mario le pregunta si esta enamorado de Ana, pero dice que hace 2 días conoció a Dolores, Juan finge que le duele la panza para no ir al tur (el se va al tur con Dolores), una vez en el tur, Juan Y Dolores comienzan a bailar, pero justo llegan Ana, Camila y Mario, Mario encuentra a Juan y Marito le menciona que sabe todo esto, pero cuando se apagan las luces por unos segundos, Juan sube al escenario y por accidente le toca las piernas a un trompetista que estaba allí. Al día siguiente, Ana le dice a Juan si era puto, y también le pregunta que hacia debajo del trompetista y este menciona que estaba buscando a Ana (pero se estaba escondiendo de Dolores) y Ana esta sospechando de que algo le pasa a Juan, entonces Mario le dice que vaya a ver a Dolores y este le dice que le cubre de Ana. Ya de noche Juan le va a decir algo a Dolores y esta le da las gracias por venir porque era su cumpleaños y empezó a sonar la música. Ya devuelta en el hotel, Ana le pregunta donde estaba Juan y este menciona que fue a comprar regalos para sus hijos (pero este estaba en la casa de Dolores). Juan escapa del hotel cuando Ana está durmiendo y se despide de Dolores con la condición de que va a volver en algún momento (pero ella viajara con Juan hacia la Argentina).
Ya en el avión, Juan y Dolores entran al baño, y mientras se besan Juan se atora una pierna en uno de los inodoros del avión. Cuando Dolores sale del baño, Ana descubre toda la verdad de Juan y Dolores. Ya en Argentina, Ana vuelve llorando y abraza a sus hijos mientras le preguntan que pasó, y Camila menciona que Juan "se vino con otra mujer". En un hotel donde se queda Dolores, Juan le dice toda la verdad a Dolores: que está casado con Ana y que tenía hijos y que había vacacionado con su mujer en Dominicana. Poco después, Juan vuelve al trabajo pero las empleadas rechazan su bienvenida por enterarse de su relación con Dolores y de la infidelidad a su esposa (Ana le contó a la empresa lo que hizo Juan en Dominicana), mientras que los empleados lo reciben de buena manera y lo "festejan". Ofelia (Iliana Calabro), la secretaria de Juan, empieza a mostrarse sexy y con un vestido de Vedette para seducir a Juan, quien recibe el llamado telefónico de Fernando (Lionel Campoy), su abogado, diciéndole que Ana le pidió iniciar el divorcio con Juan y que Ana se quedará con la casa y el departamento que tenían en Mar Del Plata. Juan llama a Ana, quien se niega a hablar con el. Luego llama a Maquita, quien le dice que lo odia y que "le arruinó Disney". Juan llama a Camila, diciéndole que ama con locura a Ana y que la extraña mucho. Entonces llega Marito y Juan empieza a atacarlo por contar lo que había pasado con Dolores. Después llega Don Pablo y anuncia que se enteró de lo ocurrido en Dominicana, por lo que despide a Juan en castigo por engañar a su esposa. Juan se dirige a la entrada de su casa e intenta hablar con Ana. Le pide perdón y dice "no sé que me pasó" con relación a Dolores, pero Ana lo echa violentamente. Una noche Juan se va con Dolores a cenar a un restaurante donde ve a Ana con nuevo «look» y nuevo novio. Cuando Juan le recrimina todo esto, Ana le menciona que ya no es más su mujer y Juan se desmaya en el restaurante, terminando internado en un hospital. Dos meses después es la fiesta de los 15 de Maquita, quien saluda y abraza a su familia y amigos, pero no encuentra a Juan. Juan aparece de repente y empieza a bailar con su hija el baile de los 15 por unos segundos, hasta que llega el novio de Maquita y le pide a Juan bailar con ella. Juan acepta y se va del salón de fiestas para vivir una nueva vida con Dolores. Ana sale del local de fiestas y en silencio ve a Juan marcharse por la calle. Ana mira con tristeza y melancolía a Juan mientras se aleja, pero no se anima a llamarlo.
18 meses después, Juan y Dolores volvieron a Dominicana, donde viven junto a sus dos hijos bebés. Dolores aparece y empieza a criticar ásperamente a Juan, diciéndole que éste está todo el día en la playa sin hacer nada. Dolores le ordena cuidar a sus hijos y se retira. Mientras Juan se maldice a sí mismo diciendo que es un tonto por sus decisiones, ve a una bella mujer rubia caminar por la playa. La mujer le guiña el ojo y Juan comienza a caminar en su dirección mientras lleva en sus brazos a los bebés, a quienes les dice: "¿No le cuenten nada a la mami, eh?".

## Reparto
- Guillermo Francella como Juan Géntile
- Lucía Galán como Ana Géntile
- Daniel Aráoz como Mario
- Ingrid Grudke como Camila
- Lucrecia Capello como Emma
- Iliana Calabró como Ofelia
- Juan Manuel Guilera como Nicolás
- Patricio Contreras como Don Pablo
- Agustina Lecouna como Azafata
- Lionel Campoy como Abogado
- Claudio Da Passano como Comandante
- Fausto Mata como Trabajador del Hotel
- Hugo Castro como Inspector Migaciones
- Yahaira Guzmán como Dolores
- Guadalupe Garabato como Macarena
- Guido Miedvietzky como Cristian
- Sabrina Ravelli como Natalia
- Paula Trucchi como Irma
- Diego Gustavo Díaz como novio de Ana

## Recepción

### Taquilla
La película logró ser un éxito en cines argentinos, superando la barrera del millón de espectadores. Aproximadamente recaudó hasta el final de sus recorrido por las salas 1.500.000 espectadores.

### Crítica
La casi totalidad de las críticas recibidas por la película fueron negativas en el momento de su estreno, con muchos críticos de cine argentinos considerándola como una de las peores "películas de Francella" (en referencia a films en donde el actor tiene protagonismo absoluto).
El crítico Martín Pérez escribió para Página/12:

Así como en la ficción Juan carga con cuñado y cuñada hasta Dominicana, Francella es quien debe cargar casi en solitario con todas las ridiculeces y el sinsentido de una película que lo tiene todo el tiempo en pantalla. Con un casting incomprensible y casi perverso (sólo Aráoz como cuñado asiduo a la trampa encaja con su papel), el solitario Francella debe hacerlo todo, y pasa de ser realmente insoportable hasta por momentos incluso salirse con su cometido. Pero esa doble moralidad cinematográfica, que se empeña en sufrir incluso en una comedia, arruina la posibilidad de disfrutar de ese paso de farsa que tan bien podía llegar a hacer Francella en vivo los fines de semana en televisión. Por el contrario, Papá se volvió loco es una película sin ningún dinamismo, en la que su protagonista se queda todo el tiempo morcilleando solo, esperando el final de cada interminable escena.